# Antoinette Chavagnat
Antoinette Chavagnat, née à Rouen le 31 août 1859 et morte le 10 mars 1943 à Nanterre, est une peintre française qui fut renommée pour ses natures mortes à l'aquarelle.

## Biographie
Antoinette Émilie Brunard-Chavagnat nait à Rouen en 1859, elle est la fille d'Henri Antoine Brunard-Chavagnat (1823-1906), négociant et fabricant de tissus, et d'Émilie Adèle Payelle (1827-1900). Ses frères seront typographes.
Elle est élève de Marie-Augustine Mac-Nab, d'Antoinette Cliquot et de François Rivoire.
Elle est célibataire ; elle habite à Nanterre, no 3 place de la Boule dans les années 1880, no 11 rue de Chanzy à la fin des années 1890, et place du Maréchal-Foch dans les années 1930.
Elle réalise essentiellement des aquarelles florales, dans lesquelles la critique relève « le souci des accessoires », mais est remarquée également à l'huile : « Mademoiselle Antoinette Chavagnat possède le précieux avantage de peindre à l'aquarelle et à l'huile avec une égale supériorité (…) ici le profond clair-obscur de la palette de St Jean ; là le charme et l'éclat des lumières conservées sur le papier blanc ». La critique reproche cependant parfois à ses très belles aquarelles d'être sensiblement les mêmes que celles de son maître François Rivoire.
Elle participe à de très nombreux salons et expositions mais ne semble pas se consacrer à l'enseignement.
Elle expose au Salon des artistes français de 1880 à 1933, à la Société des amis des arts de Seine & Oise de 1882 à 1904, dans de nombreux salons de province de 1882 à 1906. En 1889, elle participe à l'Exposition universelle de Paris (Chrysanthèmes, aquarelle), et en 1890 elle expose au Salon des Indépendants (aquarelles).
Antoinette Chavagnat participe à plusieurs initiatives artistiques féministes : dès 1882, elle expose un portrait d'enfant au Cercle de la rue Volney à Paris, avec Louise Abbéma, à l'une des deux toutes premières expositions non mixtes de femmes artistes qui se tiennent cette année-là en France,,. Elle expose également au Salon du blanc et noir en 1886, 1890 et 1892. Ce salon qui se tient de 1885 à 1892, quoique mixte, permet à partir de 1886, malgré son nom, à de nombreuses femmes aquarellistes ou pastellistes de présenter leurs œuvres sans crainte d'être « écrasées par les huilistes »,. Enfin, elle expose à l'Union des femmes peintres et sculpteurs de 1889 à 1906, est membre du jury en 1898, y obtient le 2e prix en 1900 pour Les papavers, et est élue membre du comité de l'Union en 1901.
Elle participe en 1892 à la 2e exposition des Arts de la femme au Palais de l'Industrie (fleurs), et en 1898 à l'exposition de la Société Nationale du Travail au Palais-Sport.
Émile Loubet lui remet le ruban d'Officier d'Académie au salon de l'Union en 1902.
En 1906, son père meurt à Nanterre.
Elle expose en 1929 au salon des Aquarellistes à la galerie Georges Petit.
Elle meurt en 1943 à l'âge de 83 ans à l’hôpital de Nanterre.
Elle fait partie, avec Eugénie Faux-Froidure, Blanche Odin, Mathilde Delattre, Marie-Thérèse Dethan-Roullet, Jeanne Lauvernay-Petitjean, etc. des peintres et aquarellistes florales renommées de la fin du XIXe siècle et du début du XXe siècle, qui se côtoyaient de salon en salon et à qui la critique faisait bonne réception, mais qui sont aujourd'hui tombées dans l'oubli. Une de ses aquarelles est accrochée en 2021 au musée de Senlis lors de l'exposition L'Union des femmes peintres et sculpteurs au tournant du XXe siècle, et est commenté alors : « Parfait exemple du goût sucré de certaines femmes artistes pour les aquarelles représentant des natures mortes aux fleurs et aux fruits, Antoinette Chavagnat expose pendant plus de 50 ans sans jamais se renouveler ».

## Principales expositions

### Salon des artistes français
- 1880
- 1901 : Pivoines et Cannas, aquarelles[23]
- 1907 : Phlox, aquarelle
- 1933

### Exposition de la Société des Amis des Arts de Seine & Oise
- 1882 : Reines-marguerites, aquarelle[8]
- 1884
- 1885
- 1886
- 1891 : Fleur de printemps et Pavots, aquarelle
- 1892
- 1894 : Tulipes et Roses, aquarelles
- 1896 : Chrysanthèmes et Cerises, aquarelles ; médaille de vermeil[24]
- 1897 : Chrysanthèmes et raisins, Groseilles, aquarelles ; Une bonne chasse, peinture[25]
- 1898 : Un coin d'atelier, Papavers, aquarelles ; Papavers, Prunes, peintures[24]
- 1899 : Pivoines herbacées et Coquelicots, aquarelles
- 1900 : Fleurs des champs, Fleurs et fruits, Fleurs d'automne, aquarelles[26]
- 1901 : Les cerises, Raisins, Glycines, aquarelles
- 1902 : Cannas et Roses, aquarelles[27]
- 1904 : Pivoines Herbacées et Pêches, aquarelles[9]

### Salons de province
- Société des Amis des Arts de Rouen en 1882 (Roses et Coquelicots doubles, aquarelles ; Oranges et fleurs et Pivoines, peintures), 1889 (1er prix)[28]
- Société des Amis des Arts de la Somme en 1883 (Pensées et giroflées, aquarelle)[4], 1890 (Roses, aquarelle), 1894 (Bégonias et glaïeuls, et Pivoines, aquarelles), 1896 (Pavots, aquarelle)
- Montpellier en 1885 (Coquelicots doubles, et Fleurs, aquarelles)[29]
- Boulogne-sur-Mer en 1890[30]
- Toulouse en 1891 (Giroflées et primevères, aquarelle)
- Bordeaux en 1891, 1896, 1900 et 1905
- Société des Amis des Arts du Havre en 1893 (Fleurs de printemps et Fleurs d'automne, aquarelles)[31], 1896 (Pivoines, aquarelle et Roses, éventail) et 1899 (Cerises, et Chrysanthèmes, aquarelles)
- Cognac en 1894 (Pivoines, aquarelle)
- Nancy en 1894 et 1906 (Papavers, Roses, Anémones, Delphiniums, aquarelles)[32]
- Exposition des Beaux-Arts de Langres en 1895 (2e médaille d'argent)[33] et 1897 (rappel de 2e médaille d'argent)
- Pau en 1895 (Roses trémières, Bégonias et Glaïeuls)[34] et 1897 (roses, pivoines)
- Union artistique du Nord de Lille en 1896 (mention)[35]
- etc.

### Salon du Blanc et Noir
- 1886 : Roses trémières et Chrysanthèmes, aquarelles[36]
- 1890 : Fleurs et fruits d'automne, Fleurs de printemps[28]
- 1892 : Chrysanthèmes, aquarelle[14]

### Salon de l'Union des femmes peintres et sculpteurs
- 1889 : Giroflées et Roses trémières, aquarelles[37]
- 1890
- 1892 : Glaïeuls[38]
- 1893 : peinture et aquarelle[6]
- 1894
- 1897 : fleurs
- 1898 : Roses
- 1899 : Roses trémières, Pivoines, et Chrysanthèmes[5]
- 1900 : Les papavers, 2e prix de l'Union[16]
- 1902 : aquarelles[17]
- 1903
- 1905
- 1906

## Galerie

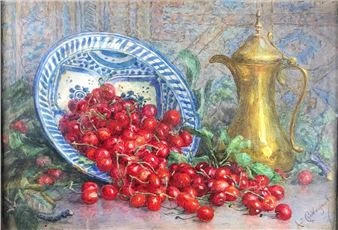
Aquarelle, coll. particulière, non datée.
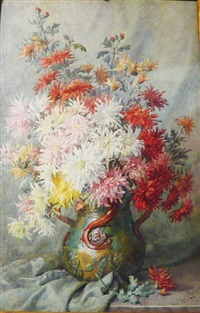
Bouquet
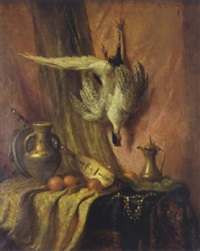
Faisan et instruments de musique
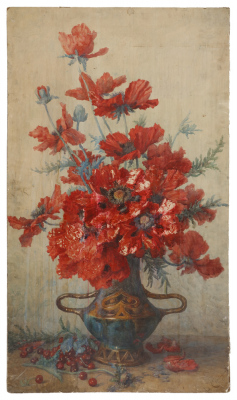
Coquelicots et groseilles, aquarelle, vers 1900.

## Exposition rétrospective
- 2021, musée de Senlis, Cerises (aquarelle), exposition : L'Union des femmes peintres et sculpteurs au tournant du XXe siècle[22].